# Grzegorz Grupiński
Grzegorz Edmund Grupiński (ur. 1951) – polski inżynier, przedsiębiorca i społecznik. 

## Życiorys
Absolwent Technikum Mechanicznego we Wronkach oraz Politechniki Poznańskiej. Po studiach wrócił do Wronek, wiążąc się zawodowo z Zakładami Wyrobów Metalowych (późniejsza Amica).
W roku 1989 założył z żoną firmę „Lidia Grupińska – Zakład Rzemieślniczy, świadczący usługi ślusarskie”. W 1992 zakład rzemieślniczy przekształcony został w GELG – Lidia Grupińska, PPUH. Nazwa firmy GELG powstała z inicjałów: Grzegorz Edmund Lidia Grupińscy. W 1998 roku oficjalnie razem z żoną zaczął pracę w Firmie GELG jako udziałowiec i pracownik. W roku 2001 uruchomił produkcję kanistrów w Ćmachowie koło Wronek.  W 2012 produkowano ich ponad 100 tys. sztuk rocznie. Obecnie kanistry wysyłane są przede wszystkim na eksport do krajów UE, krajów arabskich oraz Australii. Firma GELG w roku 2018 zatrudniała 200 pracowników. 
Grzegorz Edmund Grupiński prezesem zarządu firmy GELG oraz fundatorem Fundacji Firm Rodzinnych. 

## Odznaczenia
- 2014 – Złoty Krzyż Zasługi za wybitny wkład w rozwój polskiej przedsiębiorczości, za zasługi w działalności społecznej[3]
- 2017 – Honorowa Odznaka Rzemiosła